# Tuffi ai campionati europei di nuoto 2014
Le gare di tuffi ai Campionati europei di nuoto 2014 si sono svolte dal 19 al 24 agosto 2014. Tutti gli eventi si sono svolte al Schwimm und Sprunghalle di Berlino.

## Calendario
| Data           | Ora   | Evento                                         |
| -------------- | ----- | ---------------------------------------------- |
| 18 agosto 2014 | 14:30 | Team event                                     |
| 19 agosto 2014 | 10:00 | Eliminatorie trampolino 1 m maschile           |
| 19 agosto 2014 | 12:00 | Eliminatorie piattaforma 10 m sincro femminile |
| 19 agosto 2014 | 14:00 | Finale trampolino 1 m maschile                 |
| 19 agosto 2014 | 16:00 | Finale piattaforma 10 m sincro femminile       |
| 20 agosto 2014 | 10:00 | Eliminatorie trampolino 1 m femminile          |
| 20 agosto 2014 | 12:00 | Eliminatorie piattaforma 10 m sincro maschile  |
| 20 agosto 2014 | 14:00 | Finale trampolino 1 m femminile                |
| 20 agosto 2014 | 16:00 | Finale piattaforma 10 m sincro maschile        |
| 21 agosto 2014 | 12:00 | Eliminatorie trampolino 3 m maschile           |
| 21 agosto 2014 | 16:00 | Finale trampolino 3 m maschile                 |
| 22 agosto 2014 | 10:00 | Eliminatorie piattaforma 10 m femminile        |
| 22 agosto 2014 | 12:00 | Eliminatorie trampolino 3 m sincro maschile    |
| 22 agosto 2014 | 14:00 | Finale piattaforma 10 m femminile              |
| 22 agosto 2014 | 16:00 | Finale trampolino 3 m sincro maschile          |
| 23 agosto 2014 | 10:00 | Eliminatorie piattaforma 10 m maschile         |
| 23 agosto 2014 | 12:00 | Eliminatorie trampolino 3 m sincro femminile   |
| 23 agosto 2014 | 14:00 | Finale piattaforma 10 m maschile               |
| 23 agosto 2014 | 18:00 | Finale trampolino 3 m sincro femminile         |
| 24 agosto 2014 | 12:00 | Eliminatorie trampolino 3 m femminile          |
| 24 agosto 2014 | 18:00 | Finale trampolino 3 m femminile                |

## Podi

### Uomini
| Evento                      | Oro                                    | Punteggio | Argento                                  | Punteggio | Bronzo                                    | Punteggio |
| Tuffi individuali           |                                        |           |                                          |           |                                           |           |
| Trampolino 1 m (dettagli)   | Patrick Hausding                       | 428,65    | Evgenij Kuznecov                         | 422,40    | Matthieu Rosset                           | 420,10    |
| Trampolino 3 m (dettagli)   | Patrick Hausding                       | 487,85    | Il'ja Zacharov                           | 483,20    | Illja Kvaša                               | 477.20    |
| Piattaforma 10 m (dettagli) | Viktor Minibaev                        | 586,10    | Tom Daley                                | 535,45    | Sascha Klein                              | 530,90    |
| Tuffi sincronizzati         |                                        |           |                                          |           |                                           |           |
| Trampolino 3 m (dettagli)   | Russia Il'ja Zacharov Evgenij Kuznecov | 464,64    | Germania Patrick Hausding Stephan Feck   | 438,15    | Ucraina Oleksandr Horškovozov Illja Kvaša | 433,98    |
| Piattaforma 10 m (dettagli) | Germania Patrick Hausding Sascha Klein | 461,46    | Bielorussia Vadzim Kaptur Jaŭhen Karalëŭ | 421,80    | Ucraina Oleksandr Bondar Maksym Dolhov    | 415,17    |

### Donne
| Evento                      | Oro                                          | Punteggio | Argento                               | Punteggio | Bronzo                                 | Punteggio |
| Tuffi individuali           |                                              |           |                                       |           |                                        |           |
| Trampolino 1 m (dettagli)   | Tania Cagnotto                               | 289,30    | Kristina Ilinykh                      | 288,55    | Tina Punzel                            | 286,70    |
| Trampolino 3 m (dettagli)   | Nadežda Bažina                               | 322,80    | Tania Cagnotto                        | 318,25    | Nora Subschinski                       | 317,90    |
| Piattaforma 10 m (dettagli) | Sarah Barrow                                 | 363,70    | Noemi Batki                           | 346,40    | Julija Prokopčuk                       | 341,35    |
| Tuffi sincronizzati         |                                              |           |                                       |           |                                        |           |
| Trampolino 3 m (dettagli)   | Italia Tania Cagnotto Francesca Dallapé      | 328,50    | Germania Tina Punzel Nora Subschinski | 313,50    | Ucraina Olena Fedorova Anna Pysmenska  | 307,20    |
| Piattaforma 10 m (dettagli) | Russia Ekaterina Petukhova Yulia Timoshinina | 314,70    | Germania Maria Kurjo My Phan          | 290,01    | Ungheria Villo Kormos Zsófia Reisinger | 279,48    |

### Misto
| Evento                    | Oro                                   | Punteggio | Argento                                   | Punteggio | Bronzo                            | Punteggio |
| Gara a squadre (dettagli) | Russia Viktor Minibaev Nadežda Bažina | 416,90    | Ucraina Oleksandr Bondar Julija Prokopčuk | 409,75    | Germania Sascha Klein Tina Punzel | 390,95    |

## Medagliere
| Pos.   | Paese         | Oro | Argento | Bronzo | Totale |
| ------ | ------------- | --- | ------- | ------ | ------ |
| 1      | Russia        | 5   | 3       | 0      | 8      |
| 2      | Germania      | 3   | 3       | 4      | 10     |
| 3      | Italia        | 2   | 2       | 0      | 4      |
| 4      | Gran Bretagna | 1   | 1       | 0      | 2      |
| 5      | Ucraina       | 0   | 1       | 5      | 6      |
| 6      | Bielorussia   | 0   | 1       | 0      | 1      |
| 7      | Francia       | 0   | 0       | 1      | 1      |
| 7      | Ungheria      | 0   | 0       | 1      | 1      |
| Totale | Totale        | 11  | 11      | 11     | 33     |